# Danbury (Texas)
Danbury es una ciudad ubicada en el condado de Brazoria en el estado estadounidense de Texas. En el Censo de 2010 tenía una población de 1.715 habitantes y una densidad poblacional de 692,64 personas por km².

## Geografía
Danbury se encuentra ubicada en las coordenadas 29°13′38″N 95°20′47″O / 29.22722, -95.34639. Según la Oficina del Censo de los Estados Unidos, Danbury tiene una superficie total de 2.48 km², de la cual 2.48 km² corresponden a tierra firme y (0%) 0 km² es agua.

## Demografía
Según el censo de 2010, había 1.715 personas residiendo en Danbury. La densidad de población era de 692,64 hab./km². De los 1.715 habitantes, Danbury estaba compuesto por el 89.91% blancos, el 0.76% eran afroamericanos, el 0.64% eran amerindios, el 0.47% eran asiáticos, el 0% eran isleños del Pacífico, el 5.31% eran de otras razas y el 2.92% pertenecían a dos o más razas. Del total de la población el 13.7% eran hispanos o latinos de cualquier raza.